# 長鰭腳鋸尾鯊
長鰭腳鋸尾鯊（學名：Galeus priapus），又稱長鰭腳蜥鯊，為軟骨魚綱真鯊目猫鲨科鋸尾鯊屬的一個種，第一批長鰭腳鋸尾鯊標本是在20世紀90年代由發展研究所(IRD)和國家自然歷史博物館(MNHN)聯合開展的一系列印度-太平洋研究航行中採集到。Bernard Séret和Peter Last在科學雜誌Zootaxa 2008年的一卷中描述了這個新物種，以希臘生育之神普里阿波斯 (Priapos)命名為priapus，該模式標本是一條39公分長的成年雄魚，於1994年3月30日由RV Alis在新喀里多尼亞附近拖網捕撈。分布於中西太平洋新喀里多尼亞及萬那杜海域，深度620至830公尺，本魚體修長，頭部呈現長而窄的拋物線形狀，每個鼻孔的前緣都有一個三角形的皮瓣，眼睛呈水平橢圓形，並配有瞬膜，每隻眼睛下面無脊，後面有一個微小的氣孔，嘴巴相當大且寬，呈寬拱形，嘴角周圍都有長而發達的皺紋，左右頜的齒列數約為60，有五對鰓縫，背鰭的形狀各不相同，第一個背鰭略大於第二個，第一個背鰭起源於腹鰭的後半部，而第二個背鰭則起源於臀鰭的中部，胸鰭相當大且寬，尖端呈圓形，腹鰭短而低，臀鰭相對較小，基部佔總長度的8-10%，尾鰭較長，下葉較小，上葉尖端附近有深的腹側切跡，身體上方呈現不同深淺的灰色，每個背鰭的前半部都有一個深色的鞍狀斑，沿著尾巴還有兩個鞍狀斑，胸鰭的前緣黑色，而背鰭和臀鰭後緣是白色，腹面蒼白，口腔內壁頂部呈黑色，體長可達44.6公分，棲息在深海，屬肉食性，生活習性不明。